# بچه‌های بهشت (فیلم)
بچه‌های بهشت (فرانسوی: Les Enfants du Paradis‎) فیلمی فرانسوی در سبک رمانتیک به کارگردانی مارسل کارنه است که در سال ۱۹۴۵ منتشر شد. این فیلم در دوره اشغال فرانسه توسط آلمان در جنگ جهانی دوم ساخته شد.
فیلم داستان یک معشوق و چهار عاشق او را روایت می‌کند که هر کدام آن‌ها به شیوه‌ی خودشان دلباخته‌ی او هستند.
فیلم‌نامه‌ی فیلم توسط ژاک پره‌ور نوشته شده است و در نوزدهمین دوره‌ی جوایز اسکار برای بهترین فیلم‌نامه‌ی غیراقتباسی نامزد شده‌است. فیلم‌بردار فیلم راجر هوبرت بوده و تدوین آن را هنری راست انجام داده است.
بچه های بهشت از فیلم‌هایی است که بر کارگردان‌های بزرگی همچون تروفو و آن طور که از این لیست برمی‌آید بر اسکورسیزی تاثیر فراوانی گذاشته است.